# Chemin de fer du Bregenzerwald
 (mai 2021).
La mise en forme du texte ne suit pas les recommandations de Wikipédia : il faut le « wikifier ».
Les points d'amélioration suivants sont les cas les plus fréquents. Le détail des points à revoir est peut-être précisé sur la page de discussion.
- Les titres sont pré-formatés par le logiciel. Ils ne sont ni en capitales, ni en gras.
- Le texte ne doit pas être écrit en capitales (les noms de famille non plus), ni en gras, ni en italique, ni en « petit »…
- Le gras n'est utilisé que pour surligner le titre de l'article dans l'introduction, une seule fois.
- L'italique est rarement utilisé : mots en langue étrangère, titres d'œuvres, noms de bateaux, etc.
- Les citations ne sont pas en italique mais en corps de texte normal. Elles sont entourées par des guillemets français : « et ».
- Les listes à puces sont à éviter, des paragraphes rédigés étant largement préférés. Les tableaux sont à réserver à la présentation de données structurées (résultats, etc.).
- Les appels de note de bas de page (petits chiffres en exposant, introduits par l'outil «  Source ») sont à placer entre la fin de phrase et le point final[comme ça].
- Les liens internes (vers d'autres articles de Wikipédia) sont à choisir avec parcimonie. Créez des liens vers des articles approfondissant le sujet. Les termes génériques sans rapport avec le sujet sont à éviter, ainsi que les répétitions de liens vers un même terme.
- Les liens externes sont à placer uniquement dans une section « Liens externes », à la fin de l'article. Ces liens sont à choisir avec parcimonie suivant les règles définies. Si un lien sert de source à l'article, son insertion dans le texte est à faire par les notes de bas de page.
- La présentation des références doit suivre les conventions bibliographiques. Il est recommandé d'utiliser les modèles {{Ouvrage}}, {{Chapitre}}, {{Article}}, {{Lien web}} et/ou {{Bibliographie}}. Le mode d'édition visuel peut mettre en forme automatiquement les références.
- Insérer une infobox (cadre d'informations à droite) n'est pas obligatoire pour parachever la mise en page.

Pour une aide détaillée, merci de consulter Aide:Wikification.
Si vous pensez que ces points ont été résolus, vous pouvez retirer ce bandeau et améliorer la mise en forme d'un autre article.
 (mai 2021).
Si vous disposez d'ouvrages ou d'articles de référence ou si vous connaissez des sites web de qualité traitant du thème abordé ici, merci de compléter l'article en donnant les références utiles à sa vérifiabilité et en les liant à la section « Notes et références ».
Le chemin de fer du Bregenzerwald (en allemand : Bregenzerwaldbahn, ou communément Wälderbahn ou Wälderbähnle) est un chemin de fer à voie étroite autrichien, avec un écartement des rails de 760 mm, appelé écartement des voies bosniaques (Bosnische Spurweite en allemand). 
Cette voie ferroviaire se situe dans le Vorarlberg et reliait à l’origine (de 1902 à 1983) Bregenz au bord du Lac de Constance à Bezau dans le Bregenzerwald. Aujourd’hui, il ne reste en activité qu’une portion de 5,01 km qui sert de chemin de fer touristique. Le reste a été déconstruit ou n’est plus utilisé. 

## Histoire
Le 25 mai 1900 fut fondée la société du chemin de fer du Bregenzerwald et le 7 septembre 1900 furent donnés les premiers coups de pioche du tunnel de Rieden. Pendant les travaux, une inondation détruisit une grande partie des nouvelles constructions dans la vallée de l’Ach. Ce n’est qu’en avril 1902, avec un retard important, que les ouvriers reprirent le travail et la ligne put ouvrir le 15 septembre 1902. 
Initialement, le chemin de fer du Bregenzerwald était sous la direction de la compagnie des chemins de fer de l'État autrichien. Quatre locomotives de la kkStB, série U étaient disponibles. Au cours de la Première Guerre mondiale, plusieurs véhicules ont été envoyés au service militaire, dont certains ne sont pas revenus. En 1932, la concession d'exploitation a été attribuée aux Chemins de fer fédéraux autrichiens (ÖBB).

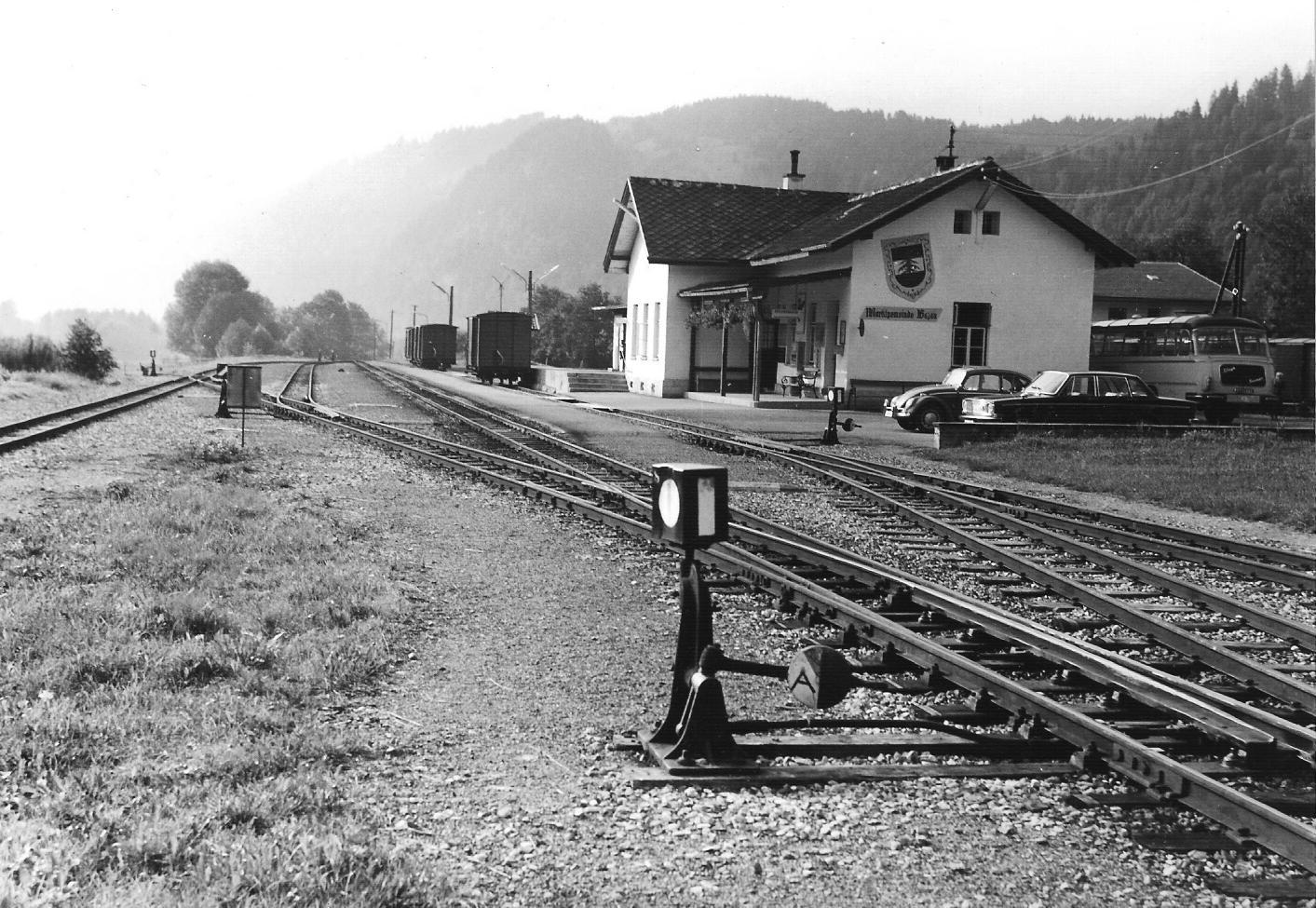
Gare de Bezau en 1971.

Au cours des premières années, la ligne de chemin de fer apporta à la région l’essor économique attendu. Mais en 1936, 34 ans après son ouverture, une première demande de suspension de la ligne fut faite, mais rejetée à cause de l’absence d’autres alternatives de transport par route. En 1937, les premières locomotives diesel succédèrent petit à petit aux locomotives à vapeur. À partir des années 1960, les locomotives de la série 2095 de l'ÖBB, récemment achetées, ont été utilisées. Elle devaient supporter le poids du trafic jusqu'à ce que la ligne soit fermée. En 1974, la locomotive à vapeur revint sur la ligne du Bregenzerwald. Avec le soutien de l’organisme suisse EUROVAPOR, plusieurs modèles de traction vapeur furent mises en service et rencontrèrent un franc succès.
L’étroitesse de la vallée de l’Ach a toujours représenté une difficulté dans l’exploitation de la ligne. Des glissements de terrain, des chutes de pierres, des dégâts dus aux inondation interrompirent le trafic et réduisirent son impact économique. Les gares étaient souvent éloignées des localités concernées. Ce n’est qu’à partir d’Egg qu’elles se trouvaient proches des centres. En janvier 1985, à la suite d’importants dommages sur la ligne, celle-ci fut officiellement fermée. La même année, le chemin de fer touristique fut fondé, pour conserver quelques portions de la ligne et s’en servir dans un but de mise en valeur du patrimoine. 

## Réutilisation de l'itinéraire
La Société des chemins de fer de Bregenzerwald (Verein Bregenzerwaldbahn-Museumsbahn) a été créée en 1985 dans le but de préserver au moins une partie de la ligne et de la gérer comme une voie ferrée patrimoniale. Les véhicules d'origine avaient toutefois tous été transportés, raison pour laquelle les opérations n'ont démarré qu'en 1987 qu'avec l'aide de matériel roulant acheté auprès d'autres lignes, y compris un wagon-remorque revêtu du Stubaitalbahn. La ligne a été ouverte de Bezau jusqu'à la gare de Schwarzenberg. Le premier véhicule à moteur était un camion converti en bus ferroviaire. Plusieurs petites locomotives diesel et autres wagons du chemin de fer de la vallée de Stubai ont été achetés l'année suivante et un nouveau tronçon de ligne menant à l'arrêt de Bersbuch a été réactivé.

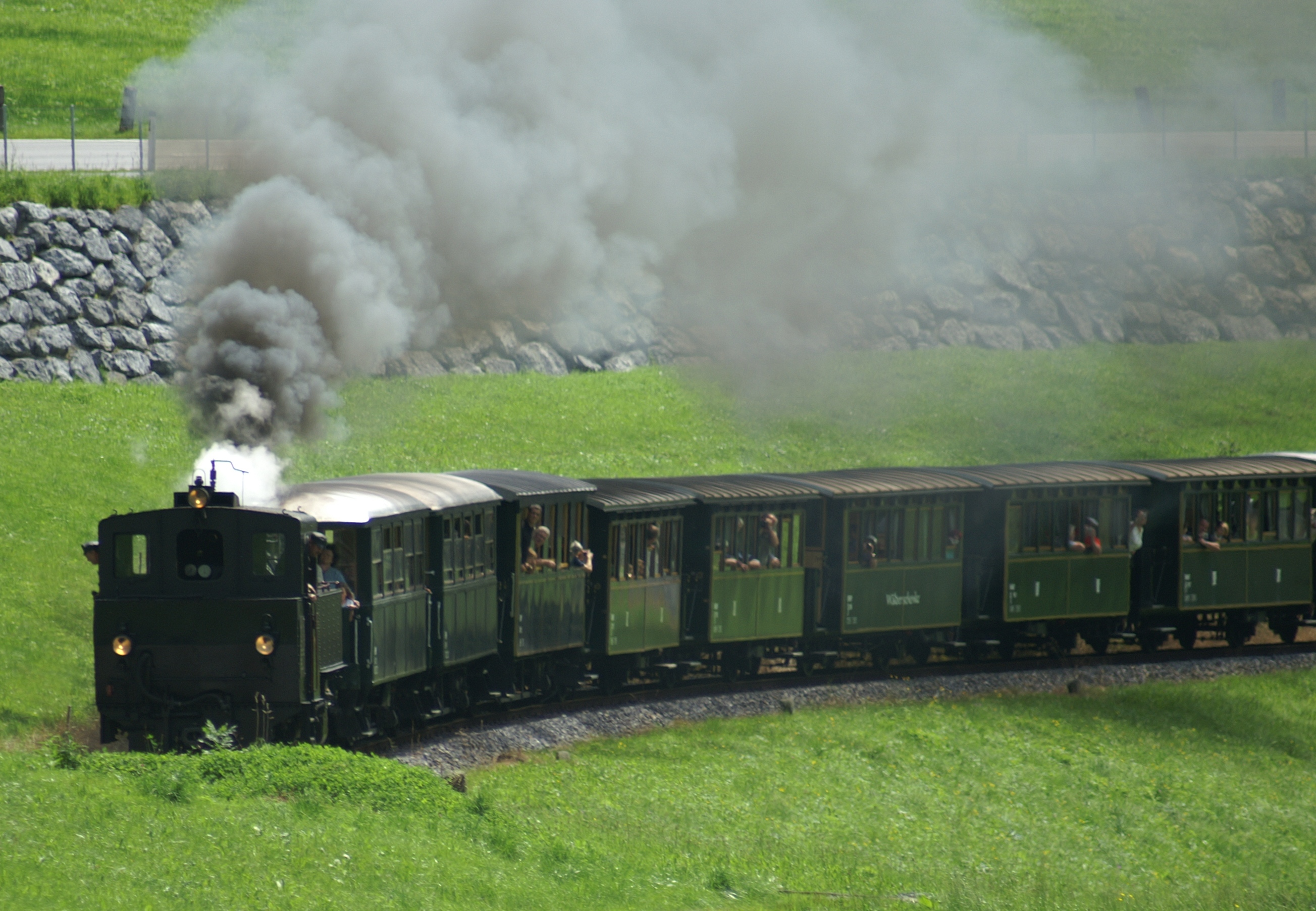
Train touristique en 2007.

La première locomotive à vapeur sur le chemin de fer du musée est arrivée au début des années 1990. En 1993, la U.25 a été rénovée pour devenir la première locomotive à vapeur opérationnelle du chemin de fer forestier de Bregenz. En 2001, il a été suivi par une deuxième machine à vapeur, le Uh. Les voitures de voyageurs nécessaires ont été construites sur le châssis des wagons de marchandises. Le pont de Sporenegg a été ravagé par les inondations de la Pentecôte de 1999, et a dû être reconstruit en juin 2000. Les inondations survenues en Europe en 2005 ont encore endommagé la plate-forme et la station de Bezau. Cela a cependant été réparé dans quelques semaines.
Les services ferroviaires des musées fonctionnent aujourd'hui sur le dernier tronçon de la ligne allant de Bezau à Schwarzenberg. Il y a des discussions sur une extension à Andelsbuch ou même au-delà à Egg. Cependant, en octobre 2004, la situation inverse s’est présentée. La ligne a dû être raccourcie de 1,1 km (et un nouveau terminus Schwarzenberg construit), car la ligne entre Schwarzenberg et Bersbuch a dû être abandonnée au profit d’un projet d’agrandissement de la route. En outre, la société a dû céder un terrain à la gare de Bezau pour pouvoir construire un supermarché. 
La gare d’Andelsbuch a été  transformée en lieu culturel, à côté duquel le Werkraum Bregenzerwald (un regroupement d’artisans) obtint un imposant bâtiment d’exposition. La ligne qui relie Andelsbuch et Egg fut transformée en piste cyclable en 1992, elle mène depuis 2013 à Doren en passant par Lingenau.

## Chanson de la voie forestière
Une chanson populaire a été composée autour de cette ligne de chemin de fer et est chantée par petits et grands dans cette région.